# Rhantus englundi
Rhantus englundi là một loài bọ cánh cứng trong họ Bọ nước. Loài này được Balke & Ramsdale miêu tả khoa học năm 2006.